# Omaspides
Omaspides là một chi bọ cánh cứng trong họ Chrysomelidae.
Chi này được miêu tả khoa học năm 1837 bởi Chevrolat in Dejean.

## Các loài
Các loài trong chi này gồm:
- Omaspides boliviana Borowiec, 2003
- Omaspides clathrata (Linnaeus, 1758)
- Omaspides semilineata (Boheman, 1854)
- Omaspides sobrina (Boheman, 1854)
- Omaspides unicolor Borowiec, 1998